# Travelling with the Blues
Travelling with the Blues — студійний альбом американського блюзового музиканта Мемфіса Сліма, випущений у 1960 році лейблом Storyville. Став 5-м випуском в серії «Storyville Blues Anthology».

## Опис
Цей альбом піаніст і співак Пітер Четмен, мол., більше відомий як Мемфіс Слім, записав 25 серпня 1960 року в Копенгагені, Данія на лейблі Storyville. Travelling with the Blues став п'ятим випуском в серії  «Storyville Blues Anthology» і складається з 11 пісень, на яких Слім грає сольно на фортепіано, наприклад у стилі бугі-вугі. Продюсером сесії виступив Карл Еміль Кнудсен.

## Список композицій
1. «Reminiscin' with M. S.» (Пітер Четмен) — 10:02
2. «Memphis Boogie» (Пітер Четмен) — 3:38
3. «St. Louis Boogie» (Пітер Четмен) — 2:57
4. «Santa Fe Blues» (Пітер Четмен) — 3:37
5. «Chicago, New Home of the Blues» (Пітер Четмен) — 4:53
6. «Chicago Rent Party Blues» (Пітер Четмен) — 3:46
7. «Arkansas Road House Blues» (Пітер Четмен) — 4:36
8. «Midnight Jump» (Пітер Четмен) — 3:02
9. «Goodbye Blues» (Пітер Четмен) — 4:13

## Учасники запису
- Мемфіс Слім — фортепіано, вокал

Технічний персонал
- Карл Еміль Кнудсен — продюсер
- Філіп Фосс — інженер
- Леннарт Стеен — фотографія